# 2016年夏季奥林匹克运动会中国现代五项队
参加2016年夏季奥林匹克运动会的中国现代五项队一行共计13人（不含兼任），其中运动员4人，官员与工作人员9人，领队许海峰。

## 人员构成
- 运动员（4人）：
  - 男子（2人）：
  - 女子（2人）：

- 官员及工作人员（不含兼任计9人）：
  - 領队：许海峰
  - 教练员（6人）：樊兵、王可、张斌、宗祥庆、沈克俭、王忠年
  - 医生：赵春生，其他管理人员：张斌